# Банн (Північна Кароліна)
Банн (англ. Bunn) — місто (англ. town) в США, в окрузі Франклін штату Північна Кароліна. Населення — 327 осіб (2020).

## Географія
Банн розташований за координатами 35°57′33″ пн. ш. 78°15′7″ зх. д. / 35.95917° пн. ш. 78.25194° зх. д. (35.959059, -78.251893).  За даними Бюро перепису населення США в 2010 році місто мало площу 1,40 км², уся площа — суходіл.

## Демографія
Згідно з переписом 2010 року, у місті мешкали 344 особи в 157 домогосподарствах у складі 97 родин. Густота населення становила 246 осіб/км².  Було 207 помешкань (148/км²).
Расовий склад населення:
| - 66,6 % — білих - 28,2 % — чорних або афроамериканців - 0,6 % — корінних американців - 2,0 % — осіб інших рас |

До двох чи більше рас належало 2,6 %. Частка іспаномовних становила 10,2 % від усіх жителів.
За віковим діапазоном населення розподілялося таким чином: 20,6 % — особи молодші 18 років, 62,0 % — особи у віці 18—64 років, 17,4 % — особи у віці 65 років та старші. Медіана віку мешканця становила 48,0 року. На 100 осіб жіночої статі у місті припадало 79,2 чоловіків;  на 100 жінок у віці від 18 років та старших — 79,6 чоловіків також старших 18 років.
Середній дохід на одне домашнє господарство  становив 48 970 доларів США (медіана — 29 583), а середній дохід на одну сім'ю — 67 365 доларів (медіана — 60 000). Медіана доходів становила 44 063 долари для чоловіків та 31 923 долари для жінок. За межею бідності перебувало 15,3 % осіб, у тому числі 20,0 % дітей у віці до 18 років та 20,0 % осіб у віці 65 років та старших.
Цивільне працевлаштоване населення становило 140 осіб. Основні галузі зайнятості: освіта, охорона здоров'я та соціальна допомога — 16,4 %, оптова торгівля — 14,3 %, будівництво — 12,1 %, роздрібна торгівля — 11,4 %.